# ブランデンブルク州

ブランデンブルク州
Land Brandenburg

州歌:メルキッシェハイデ、メルキッシャーザント

ブランデンブルク州（ブランデンブルクしゅう、ドイツ語: Land Brandenburg, 低地ソルブ語: Kraj Bramborska）は、ドイツに16ある連邦州のひとつで、同国の北東部に位置する内陸の州である。1990年の東西ドイツ統一の際に誕生した「新連邦州」のひとつである。州都はポツダム。ベルリンは地理的にはこの州内にあるが、行政上は別個の州である。

## 地理
かつてのプロイセン自由州の一部である。
ブランデンブルクはベルリン市を取り囲んでおり、北にメクレンブルク＝フォアポンメルン州、東はポーランド、南はザクセン州、西はザクセン＝アンハルト州と西北で一部ニーダーザクセン州と接している。
東の州境の一部はオーデル川、西の州境の一部はエルベ川である。州内を流れる主な川はシュプレー川とハーフェル川がある。州の南東部はシュプレーヴァルトと呼ばれる湿地帯である。この湿地はラウジッツの最北端であり、スラブ系のソルブ人が居住する地域である。その一帯ではドイツ語と低地ソルブ語の両方が使用されている。

## 歴史

### 中世初期
後のブランデンブルク辺境伯領の中核、 今日のブランデンブルク市（ブランデンブルク・アン・デア・ハーフェル）を中心とする土地には早くから人々が居住していた。民族移動の時期以前からハーフェル川沿岸地方に居住していた、ゲルマン民族スエービー諸族中の首族セムノーネス（ラテン語Semnones；ドイツ語Semnonen）は、最初恐らくテューリンゲン族の支配下に入り、531年以後はフランク王国の支配下に組み込まれた。6世紀半ば過ぎにキルデベルト（Childebert）王は　ハーフェル川・シュプレー川沿岸地方の残りのセムノーネス人をザーレ川の西の土地に移住させた。彼らが以前住んでいた地には、南方および当方から移動してきたスラヴ人が入った。メロヴィング王国の宮宰カール・マルテルの保護下にあってスラヴ人の土地は広がった。789年ないし812年のフランク族の遠征以降一部はカロリング朝の支配下に入ったと思われる。当地のスラヴ人はボヘミア人との関係を深めたが、928年/929年からのドイツ人との戦いで敗北し、当該の地域は、オットー大帝によって辺境伯ゲーロ（Markgraf von Gero）に統治を委任される「ノルトマルク」（Nordmark）を形成することになった。　しかし、983年のスラヴ人の反乱によってこの秩序は崩壊し、この地はスラヴ人の手に帰したが、ドイツ人は時にポーランド人とともにスラヴ人を攻撃した。12世紀前半この地の支配者でキリスト教徒のPribislav-Heinrichは辺境伯アルブレヒト（アルブレヒト熊公）と協調関係を結んだ。子に恵まれなかった彼は、アルブレヒト熊公を自分の後継者に定めた。こうしてブランデンブルクの主要部分はアスカーニエン家の領有に帰することになった。

### 近代から現代まで
ブランデンブルク辺境伯領は、1356年に金印勅書を受けて辺境伯が選帝侯になったことで選帝侯領となり、1815年にプロイセン王国の10の州の一つブランデンブルク州（プロヴィンツ、Provinz Brandenburg)となった。第一次世界大戦後はヴァイマル共和国のプロイセン自由州 (フライシュタート、Freistaat Preußen） の一部となった。第二次世界大戦後、オーデル・ナイセ線以東はポーランド領に編入され、それ以外はソビエト連邦が占領してマルク・ブランデンブルク州（プロヴィンツ、Provinz Mark Brandenburg）となった。1947年、戦勝国は軍国主義の温床としてプロイセン解体を宣言し、ソ連占領地域のブランデンブルクは、ブランデンブルク州（ラント、Land Brandenburg）と改名された。1949年、ソ連を後ろ盾とするドイツ民主共和国の成立により、その1州となったが、1952年の地方行政制度改革により州制度は廃止され（ドイツ民主共和国の地方行政区画参照）、ブランデンブルク州 はコトブス県、フランクフルト（オーダー）県、ポツダム県に3分割された。1990年、ドイツ再統一の結果、ブランデンブルク州（ラント、Land Brandenburg）が復活した。1995年、ブランデンブルク州政府とベルリン市政府は、合併して「ベルリン＝ブランデンブルク州」となることに合意したが、1996年の住民投票により否決された。

プロイセン州内ブランデンブルク州と1993年以降の国境
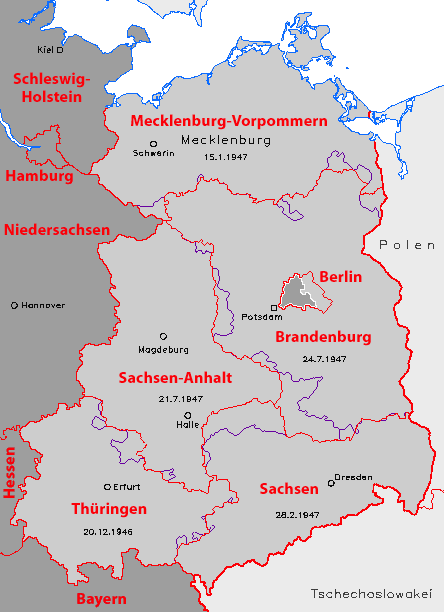
1947年の州境  1990年の州境
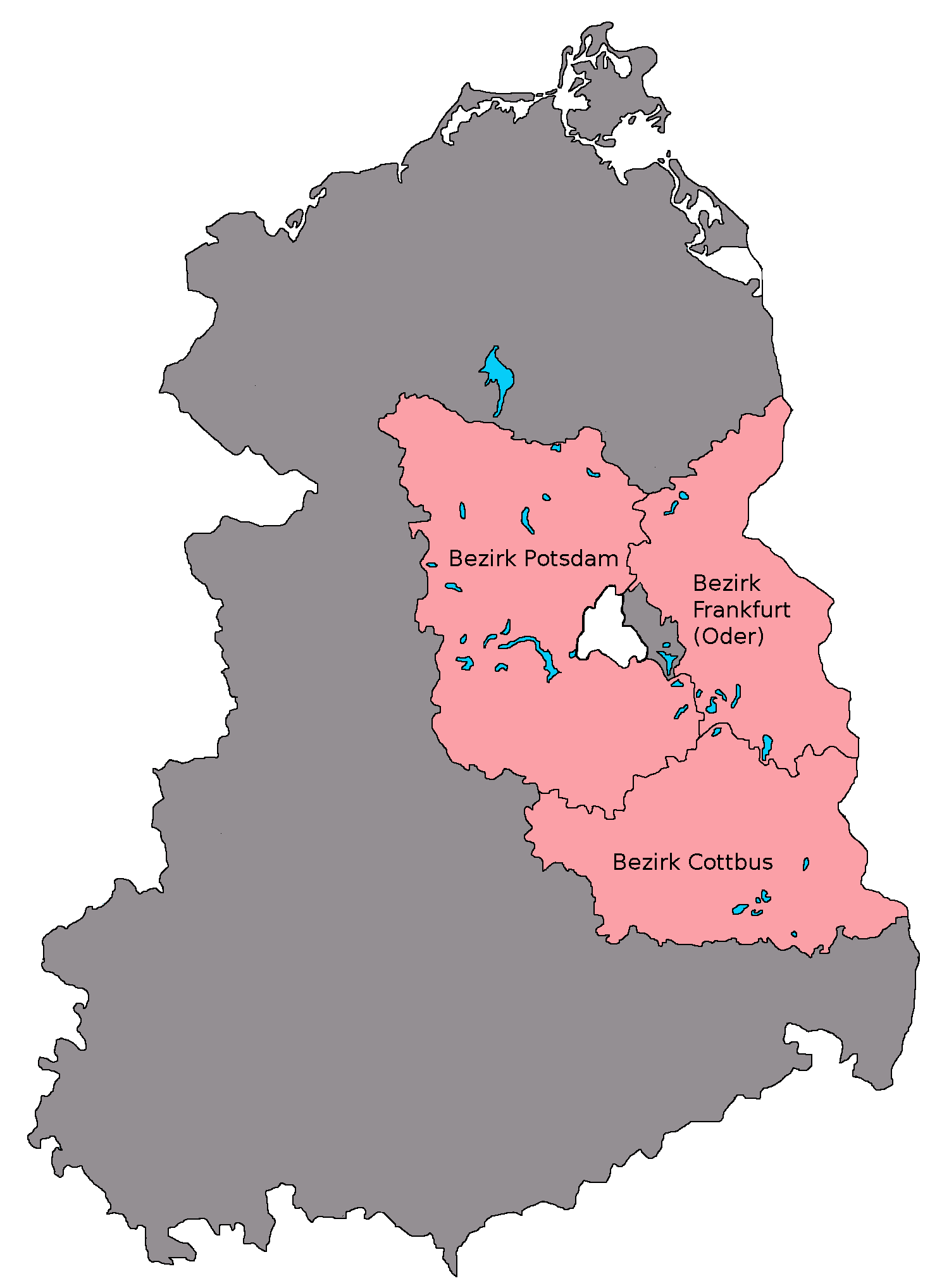
ドイツ民主共和国における旧ブランデンブルク州の県

## 政治

### 州議会
州議会 (Landtag) の定数は88。2019年9月1日に行われた州議会選挙での、各党の「得票率／獲得議席数(前回2014年選挙からの増減)／議席占有率」は以下の通りである。
- ドイツ社会民主党 (SPD)　26.2%／25議席(-5)／28.4%
- ドイツのための選択肢 (AfD)　23.5%／23議席(+12)／26.1％
- ドイツキリスト教民主同盟 (CDU)　15.6%／15議席(-6)／17.0%
- 同盟90/緑の党 (Grüne)　10.8%／10議席(+4)／11.4%
- 左翼党 (Linke)　10.7%／10議席(-7)／11.4%
- ブランデンブルク連合市民運動/自由な有権者（ドイツ語版）（BVB/FW）　5.0%／5議席(+2)／5.7％

　――――――――――――――――――――――――――――――――――
- 自由民主党 (FDP)　4.1%／0議席(±0)／0%

選挙前の、SPD・左翼党による「赤赤連立」は両党とも議席を減らしたため解消され、左翼党が下野し、SPD・CDU・同盟90/緑の党による「ケニア連立」（3党のシンボルカラーがケニアの国旗の構成色と同じことによる呼称）が成立した。一方、反ユーロを掲げるAfDが前回にも増す続伸により、州議会第2党・最大野党の座を獲得し存在感を増した。前回選挙で阻止条項により議席を失ったFDPは、復活を果たすことができなかった。

### 歴代州首相
- 1945年-1949年: カール・シュタインホフ（ドイツ語版） (SPD→SED)
- 1949年-1952年: ルドルフ・ヤーン（ドイツ語版） (SED)

1952年、州廃止。1990年、州復活。
- 1990年-2002年: マンフレート・シュトルペ (SPD)
- 2002年-2013年: マティアス・プラツェック (SPD)
- 2013年-: ディートマー・ヴォイトケ (SPD)

## 地方行政
ブランデンブルク州の地方自治体は、広域自治体の郡 (Landkreis) と基礎自治体の市町村 (Gemeinde) の2層構造をとる（市町村は、市と町と村の総称ではなく、日本の市町村に相当する地方公共団体の意味である）。
市町村数は420ある。このうち人口が5万人を越える4の大都市は郡に属さない郡独立市 (Kreisfreie Stadt) で、郡レベルの業務も自ら取り扱う。したがって、郡独立市のみは1層構造となる。郡に属する市町村は、各自で行政運営を行う市町村と、市町村連合を組んで共同で行政サービスを行う市町村とに分かれる。この連合体は、アムト (Amt) と呼ばれ、条例制定権等の一定の自治権を有するが「地方自治体」とは位置づけられていない。全417市町村の内、アムトに属さないものが147、アムトに属するものが269ある。アムトに属さない市町村のうち、アイゼンヒュッテンシュタットは「大規模郡所属市」 (Große kreisangehörige Stadt)、オラーニエンブルクほか12都市が「中規模郡所属市」 (Mittlere kreisangehörige Stadt) として法律上、「郡独立市」に準ずる権限を付与されている。郡の数は14、アムトの数は52である。

### 郡

郡と郡独立市の区分図

| 郡                                                                                | 郡庁所在都市                                                  | 最大都市                        | 人口（人） (2023年12月31日) | 面積 (km2) | 人口密度 （人/km2） |
| --------------------------------------------------------------------------------- | ------------------------------------------------------------- | ------------------------------- | --------------------------- | ---------- | ------------------- |
| バルニム郡 (BAR)                                                                  | エーバースヴァルデ                                            | エーバースヴァルデ              | 193,050                     | 1494.33    | 129                 |
| ダーメ＝シュプレーヴァルト郡 (LDS) (低地ソルブ語: Damna-Błota)                    | リュッベン (シュプレーヴァルト) (低地ソルブ語: Lubin (Błota)) | ケーニヒス・ヴスターハウゼン    | 180,242                     | 2261.09    | 80                  |
| エルベ＝エルスター郡 (EE)                                                         | ヘルツベルク (エルスター)                                     | フィンスターヴァルデ            | 99,931                      | 1889.34    | 53                  |
| ハーフェルラント郡 (HVL)                                                          | ラーテノウ                                                    | ファルケンゼー                  | 170,556                     | 1717.15    | 99                  |
| メルキッシュ＝オーダーラント郡 (MOL)                                              | ゼーロウ                                                      | シュトラウスベルク              | 201,111                     | 2127.99    | 95                  |
| オーバーハーフェル郡 (OHV)                                                        | オラーニエンブルク                                            | オラーニエンブルク              | 218,855                     | 1795.77    | 122                 |
| オーバーシュプレーヴァルト＝ラウジッツ郡 (OSL) (低地ソルブ語: Górne Błota-Łužyca) | ゼンフテンベルク (低地ソルブ語: Zły Komorow)                  | リュッベナウ/シュプレーヴァルト | 107,547                     | 1216.65    | 88                  |
| オーダー＝シュプレー郡 (LOS)                                                      | ベースコウ                                                    | フュルステンヴァルデ/シュプレー | 182,960                     | 2242.71    | 82                  |
| オストプリーグニッツ＝ルピーン郡 (OPR)                                            | ノイルピーン                                                  | ノイルピーン                    | 99,929                      | 2509.22    | 40                  |
| ポツダム＝ミッテルマルク郡 (PM)                                                   | バート・ベルツィヒ                                            | ヴェルダー (ハーフェル)         | 223,531                     | 2575.05    | 87                  |
| プリーグニッツ郡 (PR)                                                             | ペルレベルク                                                  | ヴィッテンベルゲ                | 75,836                      | 2123.31    | 36                  |
| シュプレー＝ナイセ郡 (SPN) (低地ソルブ語: Sprjewja-Nysa)                          | フォルスト (ラウジッツ) (低地ソルブ語: Baršć)                 | シュプレンベルク                | 111,966                     | 1647.89    | 68                  |
| テルトウ＝フレーミング郡 (TF)                                                     | ルッケンヴァルデ                                              | ルートヴィヒスフェルデ          | 178,472                     | 2092.08    | 85                  |
| ウッカーマルク郡 (UM)                                                             | プレンツラウ                                                  | シュヴェート/オーダー           | 117,803                     | 3058.08    | 39                  |

### 郡独立市
| 郡独立市                                       | 人口（人） (2023年12月31日) | 面積 (km²) | 人口密度 （人/km²） |
| ---------------------------------------------- | --------------------------- | ---------- | ------------------- |
| ブランデンブルク・アン・デア・ハーフェル (BRB) | 73,921                      | 228.80     | 323                 |
| コトブス (CB) (低地ソルブ語: Chóśebuz)         | 100,010                     | 164.28     | 609                 |
| フランクフルト (オーダー) (FF)                 | 58,818                      | 147.61     | 398                 |
| ポツダム (P)                                   | 187,119                     | 187.27     | 999                 |

## シンボル

州の紋章
州旗

州の紋章および旗は、1991年1月30日に州法によって制定され、1992年の州憲法においても規定された。紋章は、ブランデンブルク選帝侯の鷲の紋章から、剣、錫杖、胸当て、選帝侯の冠を取り除き、それに代えて翼を金のクローバーの茎葉で装飾したものである。州の旗は、上半分が赤、下半分が白で、中央に紋章を置く。赤と白は、神聖ローマ帝国の軍旗に由来し、帝国所属の諸侯、司教、都市の多くもまた自身の旗に用いた色で、赤白の横縞旗は12世紀以来ブランデンブルク伯も用いてきた。ヘッセン州その他の赤白旗と区別するため、中央に紋章を配したものを正式な州旗とした。

## その他
ブランデンブルク州は、ルフトハンザドイツ航空のフラッグシップであるボーイング747-8iで同社の歴史的初号機（同時に世界初の商業旅客運航用のボーイング747-8でもある）となったD-ABYA型機の愛称となっている。

## ギャラリー

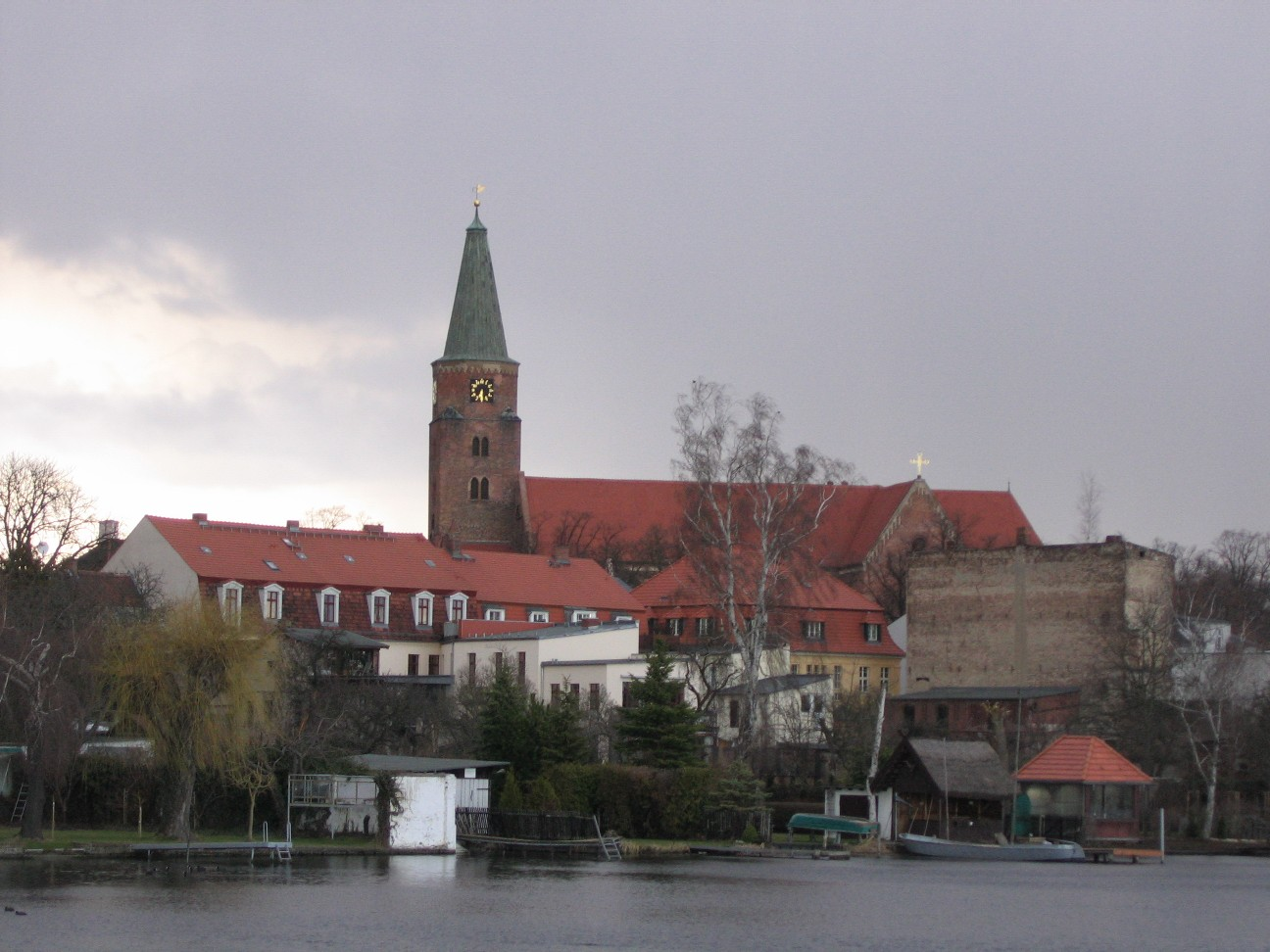
ブランデンブルク大聖堂
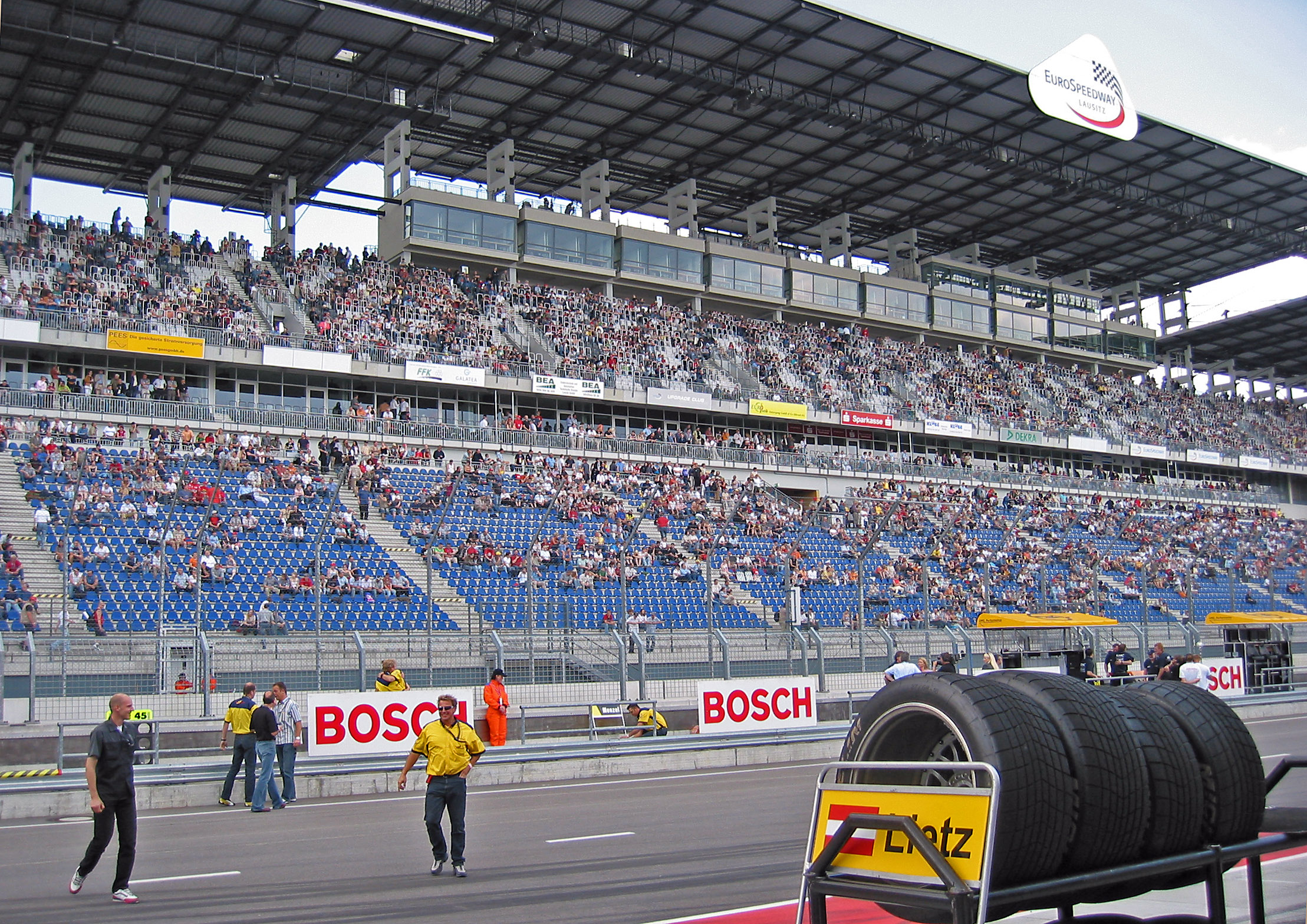
ユーロスピードウェイ・ラウジッツ